# Боинг 7J7
Боинг 7Ј7 (енгл. Boeing 7J7) је био Боингов пројекат широкотрупног путничког авиона са тзв. пропфен (propfan) моторима, монтираним на задњем делу трупа, који су нека врста комбинације млазног и елисног мотора. Мислило се да је у пропфен моторима будућност јер су они трошили знатно мање горива. На пројекту се радило током 1980-их али он није отишао даље од цртачке табле и убрзо је напуштен јер су нове верзије класичних млазних мотора достигле потребну економичност. Такође је било забринутости о безбедности пропфен моторима јер су се пропелери окретали при изузетно великим брзинама.
Авион је требало да прима 150 путника и да буде директна замена за Боинг 727. Већина технологије развијане за 7Ј7 је касније примењена на Боингу 777.